# Kajetan Michał Sapieha
Pour les articles homonymes, voir Sapieha.
Kajetan Michał Sapieha (né le 13 février 1749 à Kodeń – mort le 23 mai 1771 à Lanckorona) est un prince de la famille Sapieha.

## Biographie
Kajetan Michał Sapieha est le fils d'Ignacy Piotr Sapieha et de Anna Krasicka.
En 1768, il s'implique dans la Confédération de Bar. Au début de 1769, il se rend à Cracovie et peut-être en Slovaquie pour coordonner les activités de la Confédération. Pendant quelque temps, il est l'émissaire de sa cousine, Anna Paulina Sapieha.
Après la défaite de la confédération à la fin de 1769, il se retire en Prusse avec les restes des troupes confédérées. Dans les années 1770-1771, il participe à une série d'actions politiques et militaires sur le territoire de la Couronne, comme les attaques contre Sandomierz et Kazimierz près de Cracovie.
Il meurt le 23 mai 1771, dans la bataille de Lanckorona, contes les troupes russes d'Alexandre Souvorov.

## Sources
- Notices d'autorité :   - VIAF

- (pl) Cet article est partiellement ou en totalité issu de l’article de Wikipédia en polonais intitulé « Kajetan Michał Sapieha » (voir la liste des auteurs).